# 宮田聡

宮田 聡（みやた あきら、1900年（明治33年）10月22日 - 1984年（昭和59年）10月28日）は、愛知県名古屋市出身の電気化学者。
理化学研究所において、1928年（昭和3年）にアルミニウムの陽極酸化電気絶縁防透性被膜法によるアルマイトを発明し、不透性のアルマイトを完成させた。
1961年（昭和36年）に退職後は、名誉研究員となる。戦後に、不良アルマイトが氾濫した際、JIS作成委員会長を勤め、アルマイトの工業規格JISH8601などを作成した。

## 経歴
- 愛知一中41回生
- 1924年　東京帝国大学工学部電気工学科卒、財団法人理化学研究所入所
- 1941年　東京帝国大学より工学博士学位受く
- 1954年　株式会社科学研究所主任研究員